# Matt Turner (labdarúgó)
Matt Turner (Park Ridge, 1994. június 24. –) amerikai válogatott labdarúgó, a New England Revolution kapusa kölcsönben a francia Olympique Lyonnais csapatától.

## Pályafutása

### Klubcsapatokban
Turner a new jersey-i Park Ridge városában született.
2014-ben mutatkozott be a Jersey Express felnőtt keretében. 2016-ban az észak-amerikai első osztályban szereplő New England Revolution csapatához igazolt. A 2016-os és 2017-es szezonban a Richmond Kickersnél szerepelt kölcsönben. 2018. március 4-én, a Philadelphia Union ellen 2–0-ra elvesztett bajnokin debütált. 2022. július 1-jén hároméves szerződést kötött az angol első osztályban érdekelt Arsenal együttesével.
2022. február 11-én vált hivatalossá, hogy a Premier League-ben szereplő Arsenal szerződteti. Sajtóhírek szerint a londoni csapat 6, bónuszokkal együtt 10 millió fontot fizetett érte a Revolutionnak. Turner a 30-as mezt kapta új klubjában.
A 2022-2023-as bajnokságban egy alkalommal sem lépett pályára, de az Európa-ligában rendszeres játéklehetőséget kapott Mikel Artetától. Tétmérkőzésen 2022. szeptember 8-án, az FC Zürich elleni csoportmérkőzésen állt először az Arsenal kapujában. Összesen hét tétmérkőzésen kapott védési lehetőséget, ezek közül négyet kapott gól nélkül teljesített.
2023. augusztus 9-én jelentette be a szintén Premier League-ben szereplő Nottingham Forest, hogy négy évre szóló szerződést kötött Turnerrel. 2024. augusztus 30-án kölcsönbe került a Crystal Palace csapatához.
2025. június 10-én 8 millió euróért szerződött a francia Olympique Lyon csapatához. Augusztus 1-jén 2026 júniusáig kölcsönbe került korábbi klubjához a New England Revolutionhöz.

### A válogatottban
Turner 2021-ben debütált az amerikai válogatottban. Először a 2021. február 1-jei, Trinidad és Tobago ellen 7–0-ra megnyert barátságos mérkőzésen lépett pályára.

## Statisztikák
2024. január 30. szerint
| Klub                   | Szezon   | Osztály        | Bajnokság | Bajnokság | Kupa  | Kupa | Nemzetközi | Nemzetközi | Összesen | Összesen |
| Klub                   | Szezon   | Osztály        | Meccs     | Gól       | Meccs | Gól  | Meccs      | Gól        | Meccs    | Gól      |
| ---------------------- | -------- | -------------- | --------- | --------- | ----- | ---- | ---------- | ---------- | -------- | -------- |
| New England Revolution | 2018     | MLS            | 27        | 0         | 0     | 0    | —          | —          | 27       | 0        |
| New England Revolution | 2019     | MLS            | 21        | 0         | 2     | 0    | —          | —          | 23       | 0        |
| New England Revolution | 2020     | MLS            | 27        | 0         | 0     | 0    | —          | —          | 27       | 0        |
| New England Revolution | 2021     | MLS            | 29        | 0         | 0     | 0    | —          | —          | 29       | 0        |
| New England Revolution | 2022     | MLS            | 5         | 0         | 0     | 0    | —          | —          | 5        | 0        |
| Arsenal                | 2022–23  | Premier League | 0         | 0         | 2     | 0    | 5          | 0          | 7        | 0        |
| Nottingham Forest      | 2023–24  | Premier League | 17        | 0         | 4     | 0    | —          | —          | 21       | 0        |
| Összesen               | Összesen | Összesen       | 126       | 0         | 8     | 0    | 5          | 0          | 139      | 0        |

### A válogatottban
| Válogatott       | Év       | Pályára lépés | Gól |
| ---------------- | -------- | ------------- | --- |
| Egyesült Államok | 2021     | 13            | 0   |
| Egyesült Államok | 2022     | 11            | 0   |
| Egyesült Államok | 2023     | 13            | 0   |
| Egyesült Államok | 2024     | 12            | 0   |
| Egyesült Államok | 2024     | 2             | 0   |
| Összesen         | Összesen | 51            | 0   |

## Sikerei, díjai
New England Revolution
- MLS
  - Supporters' Shield (alapszakasz győztese): 2021

Arsenal
- Angol szuperkupa
  - Győztes (1): 2023

Crystal Palace
- Angol kupa
  - Győztes (1): 2024–25

Amerikai válogatott
- CONCACAF-aranykupa
  - Győztes (1): 2021

- CONCACAF Nemzetek ligája
  - Győztes (3): 2019–20, 2022–23, 2023–24

Egyéni
- MLS All-Stars: 2021
- MLS All-Star Game MVP: 2021
- MLS Best XI: 2021
- MLS – Az Év Kapusa: 2021
- CONCACAF-aranykupa Golden Glove: 2021
- CONCACAF-aranykupa Best XI: 2021
- CONCACAF Nemzetek ligája Golden Glove: 2022–23, 2023–24